# Ljan (przystanek kolejowy)
Ljan – kolejowy przystanek osobowy w Ljan, w regionie Oslo w Norwegii, jest oddalony od Oslo Sentralstasjon o 7,15 km. Leży na wysokości 50,8 m n.p.m.

## Ruch pasażerski
Należy do linii Østfoldbanen. Jest elementem - kolei aglomeracyjnej w Oslo - w systemie SKM ma numer 500. Obsługuje lokalny ruch między Oslo Sentralstasjon i Ski. Pociągi odjeżdżają co pół godziny; część pociągów w godzinach poza szczytem nie zatrzymuje się na wszystkich stacjach. 

## Obsługa pasażerów
Wiata, parking na 58 miejsc, parking rowerowy. Ułatwienia dla niepełnosprawnych w tunelu. Odprawa podróżnych odbywa się w pociągu.